# Laura Ferrarese
Laura Ferrarese est une astronome italienne, vice-présidente de l'Union astronomique internationale de 2018 à 2024. Elle est la secrétaire générale assistante de l'Union pour le triennat 2024-2027.